# Chesley (Aube)
Chesley település Franciaországban, Aube megyében. Lakosainak száma 295 fő (2022. január 1.). Chesley Balnot-la-Grange, Chaserey, Coussegrey, Cussangy, Étourvy, Lagesse, Maisons-lès-Chaource, Prusy és Vallières községekkel határos.

## Népesség
A település népességének változása:
| Lakosok száma | 399  | 344  | 317  | 343  | 324  | 324  | 325  | 322  | 312  | 295  |
|               | 1968 | 1982 | 1990 | 2006 | 2013 | 2015 | 2017 | 2019 | 2020 | 2022 |